# クニンダテラス

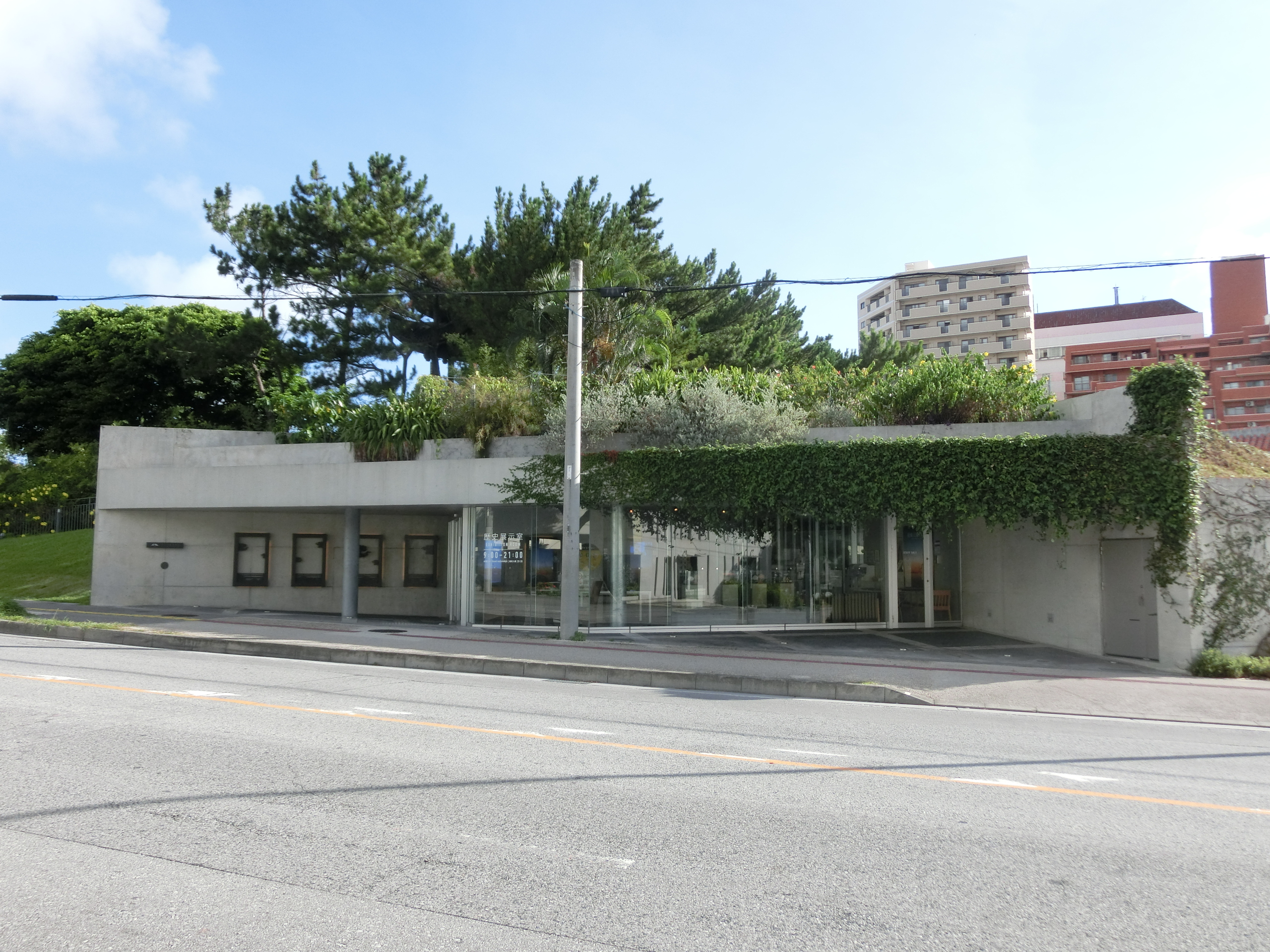
クニンダテラス

クニンダテラスは、沖縄県那覇市久米にある複合施設。

## 概要
福州園と併せた「松山公園文化交流施設」の一施設であり、「松山公園連携施設」が正式名称。2016年（平成28年）5月15日にオープンした。
久米村（クニンダ）の歴史・文化に触れることができる「歴史展示室」、利用者が多目的に使える「交流室」、そして、福州園やクニンダテラスの利用者がランチやティー、ディナーを楽しめるカフェレストラン「GOOD FARMS KITCHEN」から構成されている。